# Chełmno-perek
A Chełmno-perek a második világháborút követő számonkérés egyik persorozatát jelentették. A perekben a chełmnói megsemmisítő tábor személyzetének egy részét vonták felelősségre. Az első Chełmno-per 1945-ben zajlott le a lengyelországi Łódźban, 1962–1965 között még négy perre került sor Bonnban és Kölnben. Az 1945-ös Chełmno-perben három halálos ítélet született (ebből két személyt végeztek ki, egynek az ítéletét életfogytiglani börtönbüntetésre módosították), az NSZK-ban lefolytatott perekben ezzel szemben jóval enyhébb ítéleteket hozott a bíróság, a vádlottak közel felét felmentették, a többieket 3 évtől 15 évig terjedő szabadságvesztésre ítélték.

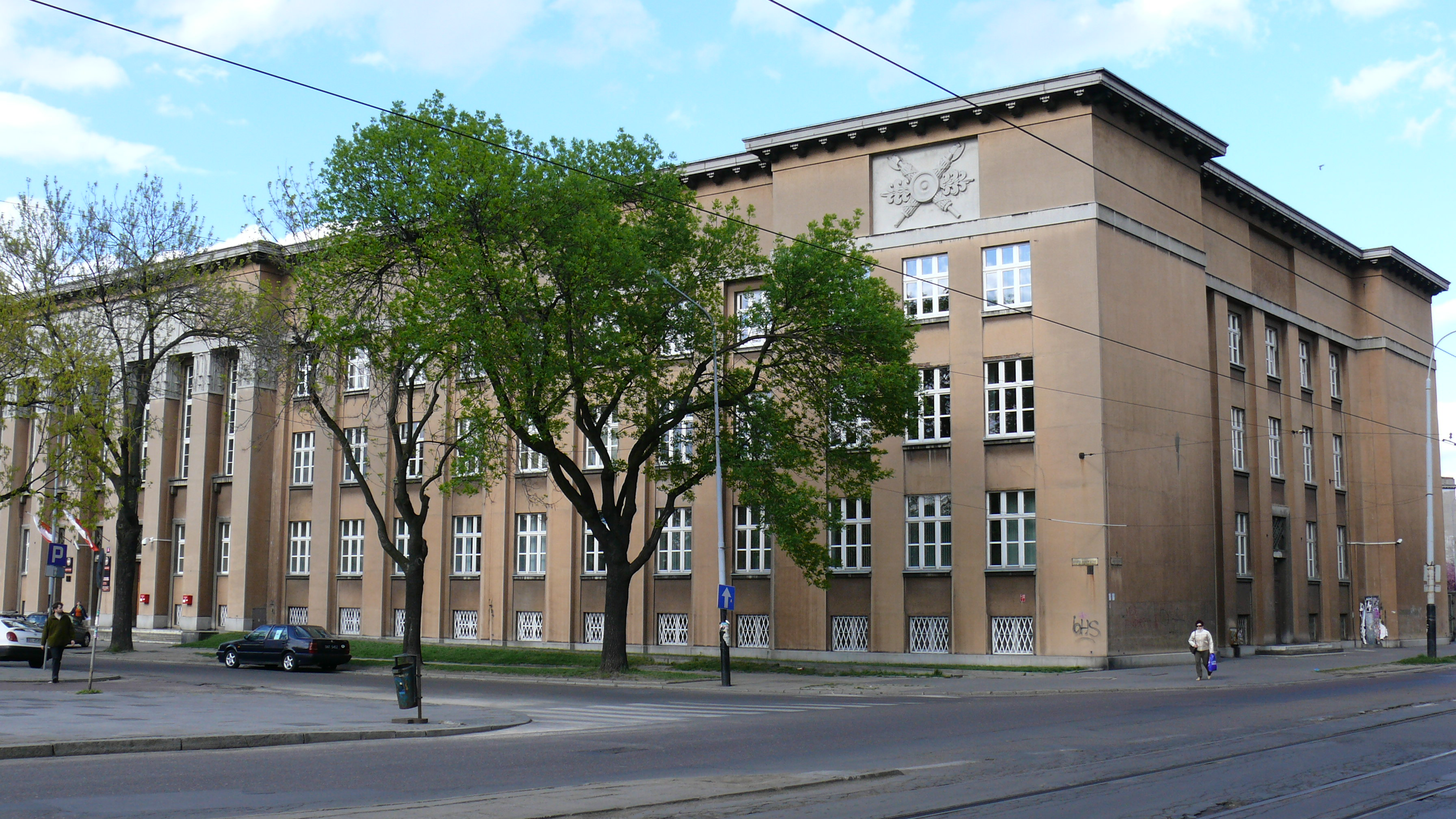
A łódźi törvényszék épülete, ahol az első pert tartották

## A chełmnói megsemmisítő tábor
A chełmnói megsemmisítő tábort a Lengyelországot megszállva tartó náci hatóságok 1941-ben hozták létre (a tábor működését 1941. december 8-án kezdte meg), a Łódź várostól 50 km-re fekvő Chełmno nad Nerem (németül: Kulmhof an der Nehr) falu mellett. A tábor működésének első fázisa 1943. április 11-ig tartott, amikor átmenetileg bezárták, majd 1944. június 23-án ismét "üzembe" helyezték, ezt követően egészen 1945. január 18-ig használták, míg az előrenyomuló Vörös Hadsereg el nem foglalta. A tábort eredetileg a łódźi gettó kiegészítő intézményeként hozták létre, ide szállították a gettóból a megsemmisítésre ítélt zsidókat és a politikai okokból fogva tartottakat, később viszont deportáltak ide magyarországi és csehországi zsidókat, valamint szovjet hadifoglyokat is.
A háború utáni becslések szerint a táborban legkevesebb 152 000 személyt végeztek ki, de az 1962–1965 között lefolytatott németországi perekben hozzávetőlegesen 180 000 áldozatot említettek. Az áldozatok számának pontos meghatározását megnehezíti, hogy a tábort, kiürítése előtt az SS megsemmisítette, az épületek többségét felrobbantva, a táborhoz fűződő iratokat elégetve, az áldozatok maradványait pedig a Warta folyóba szórva.

## Az 1945-ös lengyelországi per
Miután a Vörös Hadsereg 1945 elejére teljesen kiűzte a német csapatokat Lengyelország területéről, Edward Osóbka-Morawski újonnan létrejött kormánya rövidesen megkezdte a náci háborús bűnösök felkutatását és elítélését. A Chełmnóban elkövetett háborús bűnök ügyében 1945. május 24-én kezdődött nyomozás. Mivel a tábor személyzetének döntő többsége elmenekült, a lengyel rendőrség csak három körözött személyt tudott letartóztatni és bíróság elé állítani, név szerint Walter Piller SS-Oberscharführert, a tábor helyettes parancsnokát, Hermann Gielow SS-Hauptscharführert és Bruno Israelt, az Ordnungspolizei Chełmnóban szolgálatot teljesítő tisztjét. A megsemmisítő tábor két parancsnokát - Herbert Lange SS-Hauptsturmführert és Hans Botthmann SS-Haupsturmführert - azonban soha nem tudták felelősségre vonni, Lange a berlini csata idején vesztette életét, míg Botthmann brit fogságban öngyilkos lett.
A három fogvatartott perét 1945 október – novemberében folytatta le a łódźi kerületi bíróság Władysław Bednarz bíró elnöklete alatt. A tárgyalás során megjelent a bíróság előtt tanúként a megsemmisítő tábor két túlélője, Szymon Srebrnik és Michał Podchlebnik is, akik súlyosan terhelő vallomást tettek a vádlottakra. A perben 1945 novemberében hirdettek ítéletet, mindhárom vádlottat háborús és a lengyel nép ellen elkövetett bűncselekményekért kötél általi halálra ítélték. Az elítéltek Bolesław Bierut köztársasági elnökhöz fordultak kegyelemért, aki 1946 szeptemberében Bruno Israelnek megkegyelmezett, ítéletét életfogytiglani börtönbüntetésre módosítva, a másik két kegyelmi kérvényt elutasította. Ennek ellenére Walter Pillert csak 1949. január 19-én, Hermann Gielowot 1951. június 6-án végezték ki a poznańi börtönben. Bruno Israelt 1958 novemberében feltételesen szabadlábra helyezték.

## Perek az NSZK-ban
1962 és 1965 között négy, a chełmnói megsemmisítő táborhoz fűződő perre került sor a nyugat-németországi Bonnban és Kölnben. A perekben összesen 13 vádlottat állítottak bíróság elé, de a bíróság minden esetben meglehetősen enyhe ítéletet hozott, melynek oka elsősorban, hogy nem állt a bíróság rendelkezésére elég bizonyíték, mely a vádlottakra terhelő lett volna. 6 vádlottat felmentettek, két személyt 15, egy személyt 13, egy személyt 8, egy személyt 7, egy személyt pedig három év börtönbüntetésre ítéltek. 1965-ben szintén a táborban elkövetett cselekményeiért vonták felelősségre Kölnben Gustaw Fiedler korábbi SS-Oberscharführert, akit 13 havi letöltendő börtönbüntetésre ítéltek.